# Vulnérabilité énergétique
 (septembre 2019).
Si vous disposez d'ouvrages ou d'articles de référence ou si vous connaissez des sites web de qualité traitant du thème abordé ici, merci de compléter l'article en donnant les références utiles à sa vérifiabilité et en les liant à la section « Notes et références ».
La vulnérabilité énergétique désigne l'état de personnes, familles ou groupes utilisant une part importante de leurs revenus pour leurs dépenses énergétiques contraintes, que ce soit pour le transport ou le logement, ce qui les rend vulnérables aux hausses de prix.

## Définition et description
L’INSEE définit la vulnérabilité énergétique comme l’état où la part de la dépense énergétique contrainte, appelée taux d’effort énergétique est au-dessus d’un certain seuil, fixé au double du taux d’effort médian. Cela représente 8 % du revenu pour le logement et de 4,5 % du revenu pour les déplacements.

### Différence avec la précarité énergétique
La précarité énergétique désigne une difficulté issue des dépenses en énergie identifiée dans le présent, alors que la vulnérabilité énergétique désigne un potentiel de précarité en cas de hausse des prix ou de crise propre au ménage (licenciement, etc.).
De plus, contrairement à la vulnérabilité énergétique, les déplacements ne sont pas inclus dans les chiffres de la précarité énergétique.
Concrètement, pour l’ADEME, un ménage est considéré comme en précarité énergétique quand il consacre plus de 10 % de ses revenus aux dépenses énergétiques de son logement, contre 8 % pour la vulnérabilité énergétique telle que définie par l’INSEE, qui inclut également les ménages consacrant plus de 4,5 % de leurs revenus à leurs dépenses énergétiques liées aux déplacements.

### Proportions de ménages touchés
En France métropolitaine, 14,6 % des ménages sont en situation de vulnérabilité énergétique pour leur logement, et 10,2 % pour leurs déplacements. 22 % des ménages sont vulnérables sur au moins une des deux composantes et 2,6 %, soit 700 000, sur les deux composantes, logement et déplacements.

### Situation sociale des ménages en vulnérabilité énergétique
Les agriculteurs (46,6 %), les ouvriers (26,8 %) et les employés (20,8 %) sont plus touchés que les cadres et professions supérieures (9,0 %). Les chômeurs et les inactifs sont touchés à hauteur de 44,2 %.
Les personnes seules sont plus touchées (environ un tiers) ainsi que les ménages dont la personne de référence a moins de 30 ans (43,1 %). En comparaison, les retraités ne sont touchés « que » à hauteur de 21,1 %, mais ils sont plus nombreux (1,8 million).
Les ménages vulnérables ont plutôt des revenus moyens, un peu en-dessous du revenu médian, les plus pauvres étant en situation de précarité.
Pour eux, le périurbain résulte typiquement d'un choix, afin d'avoir un logement plus grand, un jardin, un cadre de vie considéré comme préférable pour l'épanouissement familial. L'éloignement est en revanche plutôt subi, du fait des prix des logements plus proches du pôle urbain. Ces ménages ne sont pas toujours conscients de l'importance des coûts énergétiques dans leur budget, qui peuvent avoir été mal planifiés. Il y a de plus souvent un réel attachement à la voiture comme mode de déplacement,.

### Situation géographique des ménages en vulnérabilité énergétique
La vulnérabilité énergétique est plus fréquente à mesure que l’on s’éloigne des pôles urbains : entre 31,8 % et 35,7 % pour les couronnes périurbaines, 40,9 % dans les communes multipolarisées, 49,6 % hors des aires urbaines. 
Cela ne s’explique pas seulement par des différences de revenus, mais aussi par des factures énergétiques plus petites en ville, de par la taille des logements, souvent collectifs et la facilité de déplacement.
La proportion varie également selon les régions du fait du climat. Les régions les moins touchées par la vulnérabilité énergétique pour le logement sont la Corse, à 4,7 % et la région Provence-Alpes-Côte d'Azur à 5,5 %. Pour les déplacements, la vulnérabilité est plus grande à mesure que l’on s’éloigne des pôles urbains. Ainsi l’Île-de-France (3,0 %) ou le Nord-Pas-de-Calais (7,4 %) sont peu touchées au contraire de la Corse (28 %), du Limousin (17,5 %) ou encore de la Picardie (16,1 %).

### Répartition selon le type de logement et de chauffage
Bien que chauffer un logement avec une grande surface coûte plus cher, la vulnérabilité énergétique est plus répandue pour les petites surfaces où vivent des ménages plus modestes : 26,8 % pour les logements de moins de 25 m2 contre 9,4 % pour les surfaces de 40 à 70 m2 et 24,1 % au-dessus de 150 m2.
Un quart des ménages occupant un logement construit avant 1949 est touché par la vulnérabilité énergétique, contre 3,6 % pour ceux occupant un logement construit depuis 2004. Les ménages occupant une maison sont également plus touchés que ceux vivant en appartement (17,0 % contre 11,6 %).
La proportion de ménages en vulnérabilité énergétique par type de chauffage est la suivante : 
- Fioul : 38,2 % – ce sont les ménages les plus nombreux (1,7 million)
- Électricité : 13,2 %
- Gaz en bouteille : 42,4 % – ce sont les plus touchés, ce type de chauffage allant souvent de pair avec un logement vétuste et des revenus modestes
- Bois : 2,5 %
- Gaz de ville : 7,2 %

### Articles externes
- Nicolas Cochez, Éric Durieux et David Levy, « Vulnérabilité énergétique : Loin des pôles urbains, chauffage et carburant  pèsent fortement dans le budget », Insee Première, Insee, janvier 2015
- « La mobilité, l’autre vulnérabilité énergétique », sur IDDRI, avril 2012